# كفر الشوافين
قرية كفر الشوافين هي إحدى القرى التابعة لمركز أولاد صقر في محافظة الشرقية في جمهورية مصر العربية. حسب إحصاءات سنة 2006، بلغ إجمالي السكان في كفر الشوافين 12181 نسمة، منهم 6257 رجل و5924 امرأة.